# 독수리 작전
독수리 작전은 제2차 세계 대전 동안 미국의 전략사무국과 대한민국 임시정부의 한국 광복군 간의 합동 작전이었다'. 작전의 목표는 한국인 병사들을 훈련시켜 한반도에 있는 다섯 개의 주요 전략 도시인 청진시, 신의주시, 부산광역시, 평양시, 그리고 서울특별시에 침투시키는 것이었다. 그러나 이 작전은 훈련 단계를 넘어서지 못하고 1945년 8월 15일 일본의 항복으로 중단되었다.

## 배경
한일 병합 조약 이후 일본 제국에 의해 한반도가 공식적으로 합병되었다. 1919년의 반일 독립 운동인 3·1 운동이 일본 당국에 의해 잔인하게 진압된 후, 수천 명의 한국인들이 한반도를 떠났다. 많은 저명한 한국인들은 중화민국 상하이시에 모여 망명 정부인 대한민국 임시정부를 수립했다. 대한민국 임시정부는 일본 천황, 히로히토에 대한 거의 성공할 뻔한 암살 시도를 포함하여 다양한 반일 활동을 수행했다. 그러나 이것이 유일한 한국 독립 단체는 아니었다. 이념과 위치에 따라 다양한 다른 단체들이 형성되었다.
1937년, 제2차 세계 대전 직전, 중국과 일본 사이에 중일 전쟁이 발발했다. 이는 1940년 대한민국 임시정부의 군대인 한국 광복군 창설의 계기가 되었다. 한국 광복군은 시안시에서 제한적인 활동을 수행했지만, 내부 갈등과 대한민국 임시정부의 대부분 자금을 지원했던 국민당과의 분쟁으로 심하게 제한받았다. 한편, 1939년 제2차 세계 대전이 발발했고, 1941년 12월 7일 진주만 공격 이후 미국이 전쟁에 참전했다.

### 1942년 올리비아 계획
후에 OSS의 수장이 된 윌리엄 J. 도너번 대령은 제2차 세계 대전이 시작되기 전에 직접 한국을 방문한 유일한 미국 정부 고위 지도자였다. 1919년 6월, 도너번과 그의 아내는 부산광역시에 상륙하여 기차를 타고 서울특별시로 갔다. 도너번은 그곳에서 보낸 며칠 동안 배운 한국 역사에 대한 개요를 일기에 기록했다. 그는 또한 3·1 운동 시위가 있은 지 불과 몇 달 후에 방문했기 때문에 삼엄한 보안과 억압 상태를 기록했다. 그는 한국인들이 일본어를 강제로 사용해야 했다고 기록했다.
실제로 독수리 작전이 시작되기 몇 년 전, 도너번은 OSS의 전신인 정보조정국(COI)이 대한민국 임시정부와 협력하도록 계획했다. 1942년 1월, 도너번은 한국인을 이용하여 일본의 전쟁 노력을 약화시키는 방법에 대한 계획을 시작했다. 2월에 그는 대한민국 임시정부와 접촉하기 위해 에슨 게일 박사를 중국으로 보냈다. 게일은 아시아에서 거주했으며 한국 선교사 제임스 S. 게일의 조카였다. 1월 27일, 도너번의 명령에 따라 모리스 드패스 중령은 한국인 활용 방법에 대한 "올리비아"라는 암호명의 계획 초안을 발표했다. 이 계획에 따르면 COI는 충칭에 작전 기지를 설립하고 대한민국 임시정부를 파괴 및 암살 작전에 고용할 것이었다. 그러나 학자 로버트 S. 김은 COI가 대한민국 임시정부에 대한 신뢰할 수 있는 정보에 대한 접근이 제한적이었으며, 그 역량을 과대평가했을 가능성이 높다고 지적한다. 이 임무는 결국 실현되지 못했는데, 게일이 중국에 도착했을 때 클라렌스 가우스 주중 미국 대사와 갈등을 겪었기 때문이다. 그는 이 임무가 국무부의 목표와 상충된다는 이유로 반대했다.

### 협력
더 많은 자금과 해방된 한국의 권리를 확보하기 위해 대한민국 임시정부는 외국 세력, 특히 연합국과의 접촉을 더욱 강화하기 시작했다. 오랫동안 주요 강대국들에게 거의 무시당했던 그들은 마침내 미국의 전략사무국 (OSS)과 협력하도록 설득하는 데 성공했다.

## 독수리 작전의 창설
1944년 말부터 한국 광복군 관계자들은 미국 전략사무국(OSS) 요원들과의 협력을 논의하기 시작했다. 연합국이 전쟁에서 승리할 것이라는 일반적인 정서가 있었지만, 그들은 일본과의 전쟁이 적어도 1년 더 지속될 것이며 한국 본토와 일본 본토 침공이 포함될 수도 있다고 예상했다. 따라서 한국 광복군은 전쟁 후 대한민국 임시정부의 지위 향상을 대가로 OSS에 서비스를 제공하고자 했다.
1944년 9월, 당시 한국 광복군 참모장이었던 이범석은 충칭에서 미국 군사 정보국의 조지프 디키 대령과 만났다. 이범석은 이어서 중국어에 능통하고 전 청두 대학 교수였던 OSS 요원 클라이드 베일리 사전트 대위와 만났다. 사전트는 OSS의 총사령관 윌리엄 J. 도너번 소장에게 OSS가 한국 광복군과 협력할 것을 제안했다. 협력 합의는 1944년 10월에 이루어졌다.
2월 24일, OSS는 독수리 작전 계획을 완료했으며, 3월 13일 중국 주둔 미군 본부로부터 승인을 받았다.
한국 광복군은 사전트에게 선발된 후보자들 중 다수가 대학 졸업생이며 기초적인 영어를 구사할 수 있다고 알렸다. 계획은 8개월에 걸쳐 45명의 요원을 점진적으로 선발하는 것이었다. 이 요원들은 정보 또는 통신 부대에 배정되어 무선 통신, 첩보, 폭발물, 절벽 등반, 사격술과 같은 기술을 OSS로부터 훈련받을 예정이었다. 그 후, 그들은 청진시, 신의주시, 부산광역시, 평양시, 또는 서울특별시의 다섯 한국 도시 중 하나에 배치될 예정이었다. 그곳에서 그들은 정보 작전을 수행하고, 일본 작전을 방해하며, 소요를 일으킬 것이었다.

## 훈련
첫 번째 훈련 과정을 위해 약 50명의 학생들이 시안에 모였다. 초기에는 사전트와 5명의 다른 OSS 요원들이 교관으로 활동했으며, 5월 11일까지 시안에 도착했다. 그 후, 약 40명의 OSS 요원들이 시안에 있었는데, 그 중 많은 한국계 미국인들이 통역사로 일했다. 수업은 5월 21일부터 본격적으로 시작되었고, 하루 8시간씩 진행되었다. 학생들은 일주일에 한 번 시험을 보았고, 실패하면 프로그램에서 제외되었다. 7월 말까지 9명이 실패했다.
훈련 과정에서 몇 가지 어려움이 발생했는데, 가장 큰 문제는 언어 장벽이었다. 이를 완화하기 위해 그들은 로버트 마이어스 강사 아래 영어 회화 수업을 만들고 워싱턴에서 더 많은 통역사를 파견했다. 보안 또한 문제였다. 학생들은 허가 없이 시내로 나가는 것이 금지되었고, 모든 우편물은 철저히 검사되었다.
8월 4일까지 1차 훈련이 완료되었고, 50명 중 38명이 합격했다. 2차 훈련은 7월 초경 푸양시 (안후이성)에서 남동쪽으로 약 500리 떨어진 리황에서 시작되었다. 1차 훈련 합격자들은 좋은 성과를 보였고, 교관들과 졸업 직후 방문한 김구로부터 높은 평가를 받았다. 그들은 8월 20일까지 각각 4~5명으로 구성된 8개 팀을 조직하여 국내에 침투하기로 결정했다.

## 종료
모두가 갑작스러운 일본의 항복에 놀랐다. 김구, 이범석, OSS는 계획을 재정비하기 시작했고, 한국 광복군 부대가 한반도로 돌아와 미국을 위한 정찰 및 정보 수집 임무를 수행하도록 결정했다. 그들은 연대를 세 그룹으로 나누어 보낼 것이며, 첫 번째 그룹은 일주일 이내에 한국으로 떠날 예정이었다.
이범석은 비행기를 타고 18일 오전 11시 56분 여의도공항에 착륙했다. 이는 제2차 세계 대전이 시작된 이래 대한민국 임시정부와 미군이 한국 땅을 밟은 첫 순간이었다. 착륙 허가를 받았음에도 불구하고, 이범석과 미군은 처음에는 적대적으로 대우받았다. 그들은 다음 날 떠나야 했지만, 일본군은 이상하게도 떠나기 전에 그들을 위해 술과 저녁 파티를 열어주었다. 이범석은 실망했다. 임무에 대해 들은 웨더마이어 장군은 임무가 어떻게 조직되었는지 (특히 전쟁 포로를 돕기 위해 의료진이 동행하지 않았다는 점)에 대해 격분했고, 독수리 작전에서 권한을 제거했다. 독수리 작전은 8월 30일에 종료되었다.

## 같이 보기
- 딕시 임무 – OSS가 중국 공산당과의 관계를 수립하기 위한 또 다른 임무

## 내용주
1. ↑  디키는 미국이 중국 공산당과 협력해야 하는지 여부를 조사했던 딕시 임무의 기획자 중 한 명이었다. 디키는 이범석의 요청에 관심을 보였고, 그에게 워싱턴 방문을 제안했다. 김은 이범석의 미국 방문을 준비하기 시작했지만, 방문은 성사되지 않았다.[4]

#### 영어
- Kim, Robert S. (2017), 《Project Eagle: The American Christians of North Korea in World War II》 (영어), U of Nebraska Press, ISBN 978-1-61234-930-5
- Streifer, Bill (2012), “The OSS in Korea: Operation Eagle”, 《American Intelligence Journal》 30 (1): 33–38, JSTOR 26201981

#### 한국어
- 손, 세일 (2007년 4월 8일), “孫世一의 비교 傳記 (61)” [손세일의 비교 전 (61)], 《월간조선》, 2023년 5월 1일에 확인함
- 손, 세일 (2007년 12월 5일), “孫世一의 비교 傳記 (69)” [손세일의 비교 전 (69)], 《월간조선》, 2023년 5월 1일에 확인함
- 손, 세일 (2008년 1월 7일), “孫世一의 비교 傳記 (70)” [손세일의 비교 전 (70)], 《월간조선》, 2023년 5월 1일에 확인함
- 손, 세일 (2008년 2월 6일), “孫世一의 비교 傳記 (71)” [손세일의 비교 전 (71)], 《월간조선》, 2023년 5월 1일에 확인함
- 손, 세일 (2010년 5월 10일), “孫世一의 비교 傳記 (74)” [손세일의 비교 전 (74)], 《월간조선》, 2023년 9월 23일에 확인함